# Slobozia, Giurgiu
Slobozia là một xã thuộc hạt Giurgiu, România. Dân số thời điểm năm 2002 là 2667 người.